# Romejki (województwo warmińsko-mazurskie)
Romejki (niem. Rumeyken) – uroczysko-dawna miejscowość (wieś) w Polsce położona w województwie warmińsko-mazurskim, w powiecie ełckim, w gminie Ełk.
Nazwę Romejki jako nazwę miejscowości zniesiono 1 stycznia 2021 roku, a rok później przywrócono jako nazwę uroczyska-dawnej miejscowości.
W latach 1975–1998 miejscowość administracyjnie należała do województwa suwalskiego.